# Thor (esogeologia)
Thor è un centro eruttivo presente sulla superficie di Io.
È intitolato al dio norreno Thor.